# 耶爾巴斯布埃納斯

35°45′S 71°34′W / 35.750°S 71.567°W
耶爾巴斯布埃納（西班牙語：Yerbas Buenas）為智利的城鎮，位於马乌莱大区的利納雷斯省。該鎮坐落在智利的地理中心中央谷地。該鎮與首都圣地亚哥相距約300公里、與马乌莱大区首府塔爾卡相距50公里、與利納雷斯省首府利納雷斯相距12公里。